# Mario Gutte
Mario Gutte (né le 17 mars 1964 à Oss,) est un coureur cycliste néerlandais, actif dans les années 1980 et 1990.

## Biographie
En avril 1990, Mario Gutte remporte le prologue du Teleflex Tour. Il passe ensuite professionnel en 1991 au sein de l'équipe TVM-Sanyo. Avec cette formation, il obtient son meilleur résultat au mois de septembre en terminant neuvième du Grand Prix Jef Scherens. Cette expérience ne dure cependant qu'une saison. 
Il redescend dès 1992 chez les amateurs, où il continue sa carrière jusqu'à la fin des années 1990. Durant cette période, il s'entraîne notamment en compagnie du cycliste professionnel Gert-Jan Theunisse. Bon rouleur, il devient champion des Pays-Bas du contre-la-montre en 1994. 

## Palmarès
- 1989
  - Ronde van Midden-Nederland
- 1990
  - 1re étape du Zeeuws-Vlaanderen Wielerweekend
  - Prologue du Teleflex Tour
  - 3e du Tour d'Overijssel
- 1994
  -  Champion des Pays-Bas du contre-la-montre
  - Grote Rivierenprijs
  - 3e de Gand-Staden
  - 3e de l'Omloop van de Glazen Stad
- 1995
  - Grote Rivierenprijs
- 1996
  - Grote Rivierenprijs